# Angus Young
Pour les articles homonymes, voir Young.
Angus McKinnon Young est un guitariste australien d'origine écossaise, né le 31 mars 1955.
Angus Young est connu pour être guitariste soliste, compositeur et cofondateur du groupe de hard rock AC/DC (avec son frère Malcolm). Il est reconnaissable par son énergie sur scène, et surtout son uniforme d'écolier et son duckwalk.
Tout comme les autres membres du groupe, il a été intronisé dans le Rock and Roll Hall of Fame en 2003. Le référendum organisé par le magazine français Guitar Part en 2005 l'a classé 11e meilleur guitariste. En 2011, il a été classé 24e meilleur guitariste de tous les temps par le magazine Rolling Stone, qui le cite souvent comme étant l'un des meilleurs guitaristes de tous les temps grâce à ses performances musicales et son incroyable énergie sur scène.

## Vie et carrière
Angus Young, benjamin des huit enfants de William et Margaret Young, est né à Glasgow (Écosse) en 1955. En 1963, il déménage avec sa famille à Sydney (Australie) avec ses grands frères Malcolm et George, qui deviendront également musiciens, et sa grande sœur Margaret. Alexander, musicien lui aussi et un peu plus âgé qu'eux, reste au Royaume-Uni. Angus commence par jouer du banjo, avec un instrument bricolé pour avoir six cordes, puis sur une guitare acoustique bon marché achetée d'occasion par sa mère. La première Gibson SG d'Angus fut achetée d'occasion en 1970 dans un magasin de musique situé en bas de la rue de son domicile :

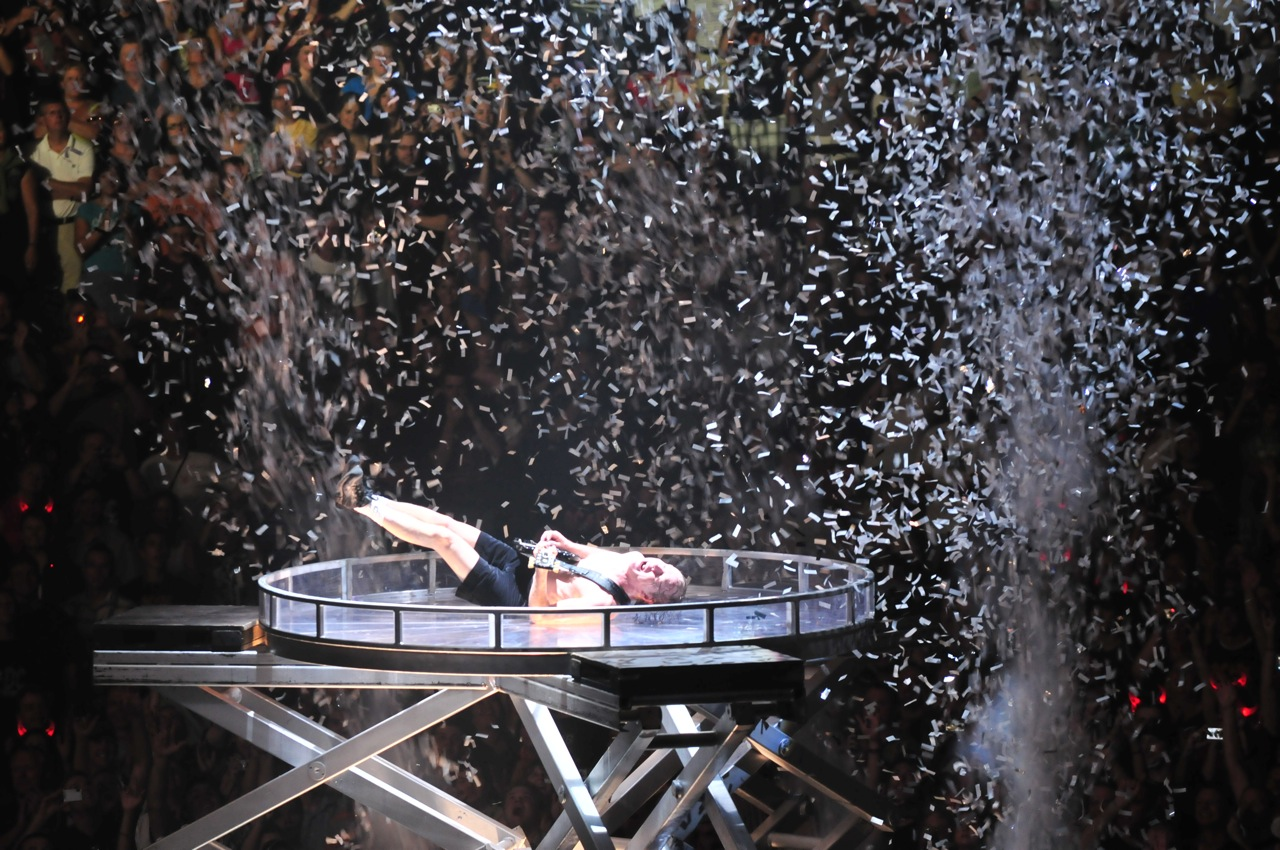
Angus Young sur scène au Scotiabank Place de Ottawa en 2009

« I go out and got a Gibson SG that I played until it got wood rot because so much sweat and water got into it. The whole neck warped. I bought it second-hand, it was about a '67. It had a real thin neck, really slim, like a Custom neck. It was dark brown. » (traduction : « Je suis allé m'acheter une Gibson SG sur laquelle j'ai tellement joué que le bois a pourri à force de sueur et d'eau. Le manche s'est tordu. Je l'avais achetée d'occasion, un modèle de 67. Elle avait un manche vraiment étroit et fin, comme un manche customisé. Elle était brun foncé. ») 

### Formation d'AC/DC
Adolescent, Angus Young jouait dans un groupe nommé Kantuckee (selon certaines sources, le groupe s'appelait Tantrum). Il avait 18 ans et Malcolm en avait 20 quand ils formèrent AC/DC en 1973 avec Angus à la guitare solo, Malcolm à la guitare rythmique, Colin Burgess à la batterie, Larry Van Kriedt à la guitare basse et Dave Evans au chant. Ils adoptèrent le nom d'AC/DC après avoir vu le sigle « AC/DC » sur un aspirateur (ou selon certaines sources, sur une machine à coudre appartenant à leur sœur Margaret).
Angus a essayé un certain nombre de costumes de scène, comme les déguisements de Spider-Man, Zorro, un gorille, et un déguisement « Super-Ang » (une parodie de Superman), avant d'adopter le costume d'écolier. Pour correspondre à cette image, la presse et le public avaient été informés qu'Angus était né en 1959 au lieu de 1955. Le costume original était celui de son lycée, Ashfield Boys High School de Sydney. En 1973, Angus avait depuis longtemps quitté l'école. Sa sœur Margaret lui suggéra de porter l'uniforme après que Malcolm a demandé à chaque membre du groupe de venir avec son propre gadget.

### Vie privée et événements récents

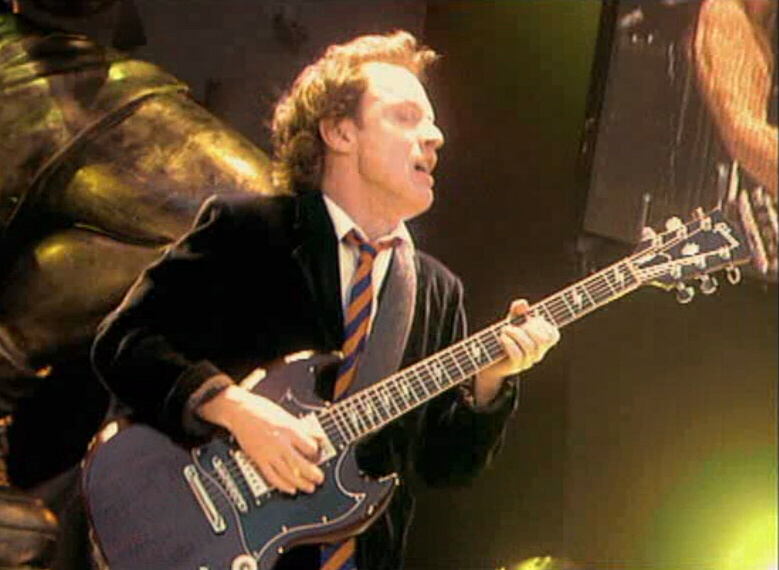
Angus jouant en live en Allemagne pendant le Stiff Upper Lip Tour en 2001.

Bien qu'Angus reste très discret quant à sa vie privée, il est connu qu'il vit à Kangaroo Point dans le comté de Sutherland à Sydney (Australie) et qu'il a une maison à Aalten (Pays-Bas), où sa femme a grandi. Angus Young s'est marié avec Ellen en 1980, peu de temps avant la mort de Bon Scott.
Fils de William (1911-1985) et Margaret (1913-1988), Angus a six frères et une sœur : Stephen (24 juin 1933-1989) l'aîné et père de Stevie, Margaret (2 mai 1935-11 novembre 2019), John (né le 17 mai 1937), Alexander (28 décembre 1938-4 août 1997), William Jr (né le 15 décembre 1940), George Young (6 novembre 1946-22 octobre 2017) et Malcolm (6 janvier 1953-18 novembre 2017),,.
Le 24 août 2006, Angus reçoit le prix Legend du magazine Kerrang! par l'éditeur Paul Brannigan. Celui-ci décrit AC/DC comme « un des groupes de rock les plus importants et influents de l'histoire ».
Le 16 avril 2016, Angus Young apparaît sur scène en compagnie de Guns N' Roses lors du festival de Coachella : ils jouent ensemble Whole Lotta Rosie, ce qui marque l'arrivée d'Axl Rose en tant que chanteur d'AC/DC pour la suite de leur tournée en 2016.

## Matériel
Si une chose peut caractériser le son et l'image d'Angus Young, c'est bien sa fameuse guitare Gibson SG. Il en possède 17 modèles différents. Depuis qu'il est dans le groupe d'AC/DC, celui-ci ne joue pas sans sa SG. Il a utilisé une SG standard, une SG spéciale et une reproduction de 1961. Sa première SG fut un modèle de 1967 qu’il possède encore aujourd’hui. Angus est un fervent amateur de la SG 1961 et il le montre à chaque concert. Selon lui, c'est la seule guitare qu'il est capable de porter pendant les deux heures que dure un concert et celle-ci serait aussi parfaitement adaptée à ses petits doigts (manche fin).
Pour le Ballbreaker Tour, Angus a emmené quatre guitares mais n'en a finalement utilisé qu’une seule. Les autres ne servaient que lors des balances. Ainsi, il a utilisé principalement une SG rouge, 1964 SG. Sinon, une SG noire de 1961 Les Paul/SG. Angus a toujours eu cette guitare dans sa panoplie de SG.

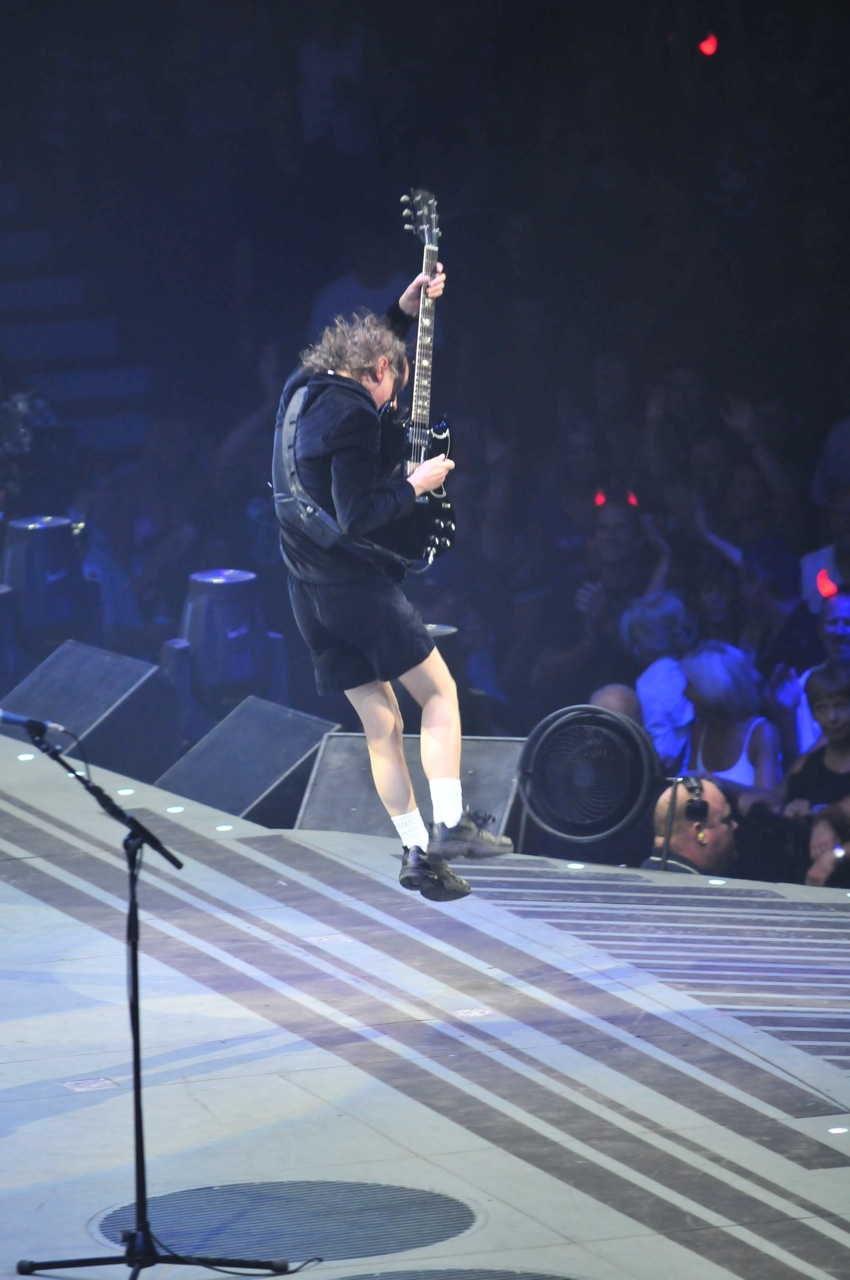
Angus Young en concert au Scotiabank Place de Ottawa en 2009

Lors de la jam session avec les Rolling Stones, Angus a utilisé une Gibson ES-335.
La maison Gibson, en accord avec Angus Young, a commercialisé une première Gibson SG Signature Angus Young, modèle équipé d'un vibrato lyre chromé gravé au nom de l'artiste. Ce modèle s'inspire de ses premières guitares, des SG de 1967 et 1968, qu'il utilisa au sein du groupe de 1973 à 1979 voire jusqu'en 1981 dans certains lives. En 2008, la production de cette première signature s'est arrêtée. En 2009, Gibson a sorti une nouvelle Signature, la Lightning-Bolt, en référence aux éclairs en nacre placées dans la touche en ébène de l'instrument. De couleur noire, cette SG ne possède plus de vibrato, et ressemble plus au modèle que le musicien utilise de nos jours.
Adepte du son « british », il a utilisé des amplis Marshall pendant un temps avant de jouer sur des amplis de marque Wizard. À ses débuts, il utilisait quelquefois des amplificateurs de la marque Orange.

## Influences
Le style énergique d'Angus Young a grandement influencé les guitaristes de hard rock et de heavy metal, dont le leader du groupe Airbourne Joël O'Keeffe.
Parmi les influences d'Angus, on trouve Chuck Berry, Pete Townshend, Muddy Waters, Leslie West, Keith Richards, B.B. King, George Harrison, Buddy Guy, Little Richard, John Lee Hooker, Jimi Hendrix  (tous des joueurs de blues et/ou rock 'n' roll).

## Style

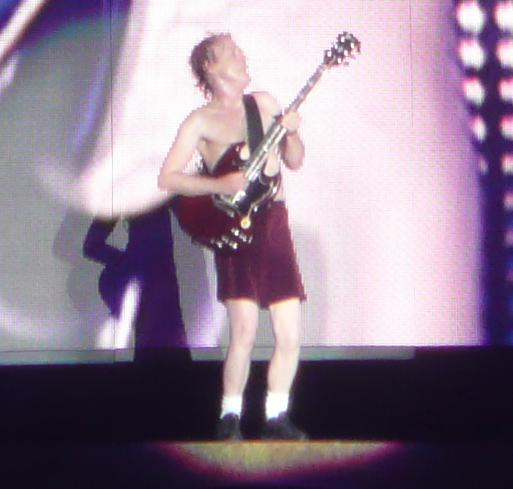
Angus à Toronto en 2008.

Sa petite taille (1,57 m), son attitude et son uniforme d'écolier,  lui ont conféré un statut particulier auprès des fans : Angus est connu pour son jeu de scène déchaîné. Il capte l'attention de l'auditoire par de grands bonds ou par des courses le long de la scène, tout en jouant de la guitare. Il a parfois joué monté sur les épaules de Bon Scott ou de Brian Johnson. L'idée de la ronde qu'il effectue allongé sur le sol en tournant sur lui-même à l'aide des jambes lui est venue un jour où il se cogna le nez et roula par terre ; le public en redemandait. C'est devenu une marque de fabrique sur scène. Lors des débuts du groupe, il portait parfois un vieux cartable d'écolier sur le dos pour rajouter un peu de réalisme à son costume. Pendant une partie de ses concerts, il joue torse nu avec uniquement sa culotte courte d'écolier. Il reprend à chaque concert le fameux duckwalk de Chuck Berry en jouant.